# Christine E. Holt
Christine Elizabeth Holt (* 1954 in Wylam, Vereinigtes Königreich) ist eine britische Neurowissenschaftlerin und Entwicklungsbiologin und emeritierte Professorin an der University of Cambridge.
Holt ist vor allem für ihre Arbeiten zur Rolle bestimmter Proteine (darunter Ephrin B, siehe Ephrinrezeptoren, und Netrin-1) bei der Entwicklung und Funktion von Nervenzellen bekannt, insbesondere beim Wachstum der Axone im visuellen System von Wirbeltieren.

## Leben und Wirken
Christine Holt erwarb 1977 an der University of Sussex einen Bachelor in Biowissenschaften und 1982 bei John Scholes am King’s College London einen Ph.D. in Zoologie. Als Postdoktorandin arbeitete sie bei Colin Blakemore in der Abteilung für Physiologie der University of Oxford und bei William A. Harris (den sie später heiratete) an der Abteilung für Biologie der University of California, San Diego (UCSD). An der UCSD gehörte sie ab 1992 zum Lehrkörper, bevor sie 1997 als Lecturer an das Gonville and Caius College der University of Cambridge wechselte. 2003 erhielt sie hier eine ordentliche Professur für Entwicklungsneurobiologie (Developmental Neuroscience).
Holt hat laut Datenbank Scopus einen h-Index von 66 (Stand Oktober 2022).

## Auszeichnungen (Auswahl)
- 2005 Mitglied der European Molecular Biology Organization[3]
- 2009 Mitglied der Royal Society[4]
- 2016 Prémio de Visão António Champalimaud[5]
- 2017 Ferrier Medal and Lecture der Royal Society[6]
- 2020 Mitglied der National Academy of Sciences[7]
- 2022 Rosenstiel Award[8]
- 2023 Brain Prize[9]